# Galatheathuria aspera
Galatheathuria aspera is een zeekomkommer uit de familie Synallactidae.
De wetenschappelijke naam van de soort werd in 1886 gepubliceerd door Johan Hjalmar Théel.

## Kenmerken
De zeekomkommer heeft een ovaal lichaam. Een ander opvallend kenmerk is de vinachtige zoom rond het lichaam die gebruikt wordt om te zwemmen. De vinnen maken golvende bewegingen waardoor het zwemmen lijkt op de voortbeweging van een zeekat. Galatheathuria aspera is een van de weinige zwemmende zeekomkommers.